# Tulio Díaz
Tulio Díaz Babier, född den 1 juni 1960, är en kubansk fäktare som tog OS-silver i herrarnas lagtävling i florett i samband med de olympiska fäktningstävlingarna 1992 i Barcelona.